# Matthew Forbes
Matthew Forbes (* 6. April 2006 in Oceanside, New York) ist ein US-amerikanischer Tennisspieler.

## Persönliches
Forbes ist der Sohn jamaikanischer Einwanderer und der jüngste von drei Geschwistern. Seine ältere Schwester Abigail spielt ebenfalls Tennis. Er besuchte die Laurel Springs School, die auf Fernunterricht spezialisiert ist.

## Karriere
Forbes war von 2021 bis 2024 auf der ITF Junior Tour aktiv. Für erstes Aufsehen dort sorgte er dort mit dem Doppeltitel beim prestigeträchtigen Orange Bowl Ende 2023, wodurch er bis Platz 34 stieg, seine höchste Position in der Junior-Weltrangliste. 2024 nahm er an allen vier Grand-Slam-Turnieren teil, wo sein bestes Resultat im Einzel das Erreichen des Achtelfinals bei den US Open war. Im Doppel zog er bei den Australian Open ins Viertelfinale ein. Neben dem Erfolg beim Orange Bowl gewann Forbes zwei weitere Doppeltitel. In seinem letzten Jahr als Junior war er weniger aktiv als zuvor und spielte stattdessen erste Turniere bei den Profis. Im Februar 2024 war er auf der ITF Future Tour das erste Mal bei einem Profiturnier dabei. Mit dem Erreichen der zweiten Runde erspielte er sich seinen ersten Punkt für die Weltrangliste. Dank einer Wildcard kam er in Sioux Falls auf der ATP Challenger Tour ebenfalls zu seinem ersten Match und verlor in der ersten Runde. Weil Forbes die US-amerikanischen Junior-Meisterschaften gewann, erhielt er eine Wildcard für die US Open 2024. Bei seiner Grand-Slam-Premiere schied er zum Auftakt gegen den Russen Roman Safiullin mit 4:6, 6:7, 2:6 aus.
Forbes begann Mitte 2024 ein Studium an der Michigan State University, wo er College Tennis spielt.